# Kanton Bagnols-sur-Cèze
Kanton Bagnols-sur-Cèze (francouzsky Canton de Bagnols-sur-Cèze) je francouzský kanton v departementu Gard v regionu Languedoc-Roussillon. Tvoří ho 18 obcí.

## Obce kantonu
- Bagnols-sur-Cèze
- Cavillargues
- Chusclan
- Codolet
- Connaux
- Gaujac
- La Roque-sur-Cèze
- Le Pin
- Orsan
- Sabran
- Saint-Étienne-des-Sorts
- Saint-Gervais
- Saint-Michel-d'Euzet
- Saint-Nazaire
- Saint-Paul-les-Fonts
- Saint-Pons-la-Calm
- Tresques
- Vénéjan